# Троицкое (Покровский район, Донецкая область)
Троицкое (укр. Троїцьке) — село на Украине, находится в Покровском районе Донецкой области.
Код КОАТУУ — 1422786507. Население по переписи 2001 года составляет 264 человека. Почтовый индекс — 85373. Телефонный код — 623.
В Троицком находится Свято-Духовский храм Покровского благочиния донецкой епархии украинской православной церкви Московского патриархата.

## История
29 мая 2025 года, в ходе боёв на новопавловском направлении село было захвачено Вооружëнных Сил Российской Федерации.

## Адрес местного совета
85373, Донецкая область, Покровский р-н, с. Срибное, ул. Дружбы, 82, тел. 5-31-2-42